# Iulia Traducta

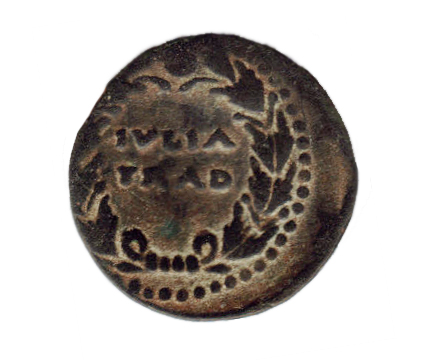
As de Iulia Traducta mostrando la corona cívica motivo muy popular durante el primer siglo de nuestra era.

Iulia Traducta, también conocida como Tingentera, es el nombre de una ciudad romana de la Bética, en la actualidad Algeciras. 
La identificación de esta ciudad en la costa norte del estrecho ha sido un tema ampliamente debatido por multitud de historiadores. La hipótesis tradicional identifica la ciudad de Iulia Traducta con el municipio de Tarifa o en su término municipal, sin embargo las últimas investigaciones y el hallazgo de varios restos arqueológicos de importancia en la vecina ciudad de Algeciras han hecho replantearse este asunto a los investigadores. 
Una de las fuentes más importantes que ha permitido la localización de diversas ciudades de Hispania ha sido el Itinerario Antonino, una cita de municipios romanos siguiendo diversas calzadas de la época. Este documento no cita la ciudad de Iulia Traducta en la bahía de Algeciras, sino que en el lugar que ésta debía ocupar, a medio camino entre Carteia y Mellaria, nombra a Portus Albus. El Anónimo de Rávena cita la mansión de Transducta entre las de Gartegia (Carteia) y Cetraria (Caetaria), identificadas en la Bahía de Algeciras al norte y al sur respectivamente, pero no nombra el Portus Albus. La hipótesis que cuenta hoy día con mayor aceptación es aquella que defiende que Portus Albus se situaba dentro del actual término municipal de Algeciras, al norte de la ciudad de Iulia Traducta en el casco antiguo, aunque tampoco hay que desestimar que Portus Albus sea un nombre vernáculo de la ciudad o aquel que se daba a su puerto.
La ciudad es frecuentemente nombrada por las fuentes clásicas, como en Plinio el Viejo, Marciano de Heraclea o Pomponio Mela. Según Estrabón fue fundada entre el 33 y el 27 a. C., al trasladar a la península parte de la población de la ciudad norteafricana de Zilis como castigo por una insurrección. Según la historiografía actual la fundación de la ciudad debería entenderse como un intento del emperador Octavio de crear una fuerte ciudad de partidarios suyos en una zona de la Bética donde se había apoyado mayoritariamente a Pompeyo durante la guerra civil. Para ello trasladó la población de Zilis a la península y en su lugar fundó una nueva ciudad con veteranos, llamada Iulia Constantia Zilis; Iulia Traducta fue habitada por veteranos además de por habitantes de Zilis.

## Toponimia
El nombre de traducta, literalmente trasladada hace referencia a que parte de su población era de origen africano, probablemente púnico. Este último punto es corroborado por la existencia de otro topónimo para la ciudad, Iulia Ioza, que es traducción literal en púnico del nombre en latín. Según parece las características de la fundación de la ciudad dieron lugar a varias denominaciones, de este modo el historiador Pomponio Mela se dice nacido en Tingentera que dice fundada tras el traslado de población de Zilis y Tingis a la península. Por lo tanto es posible afirmar que Iulia Traducta y Tingentera son la misma ciudad. El nombre dado por Mela puede ser corrupción de Tingis Altera, la otra Tánger, por poseer población de esa ciudad y encontrarse una ciudad frente a otra en diferentes orillas del estrecho de Gibraltar. Incluso en monedas emitidas en Tingis aparece la inscripción Tingis Maior lo que induce a pensar en la existencia de una Tingis Minor o Tingis Altera.

## Economía y urbanismo

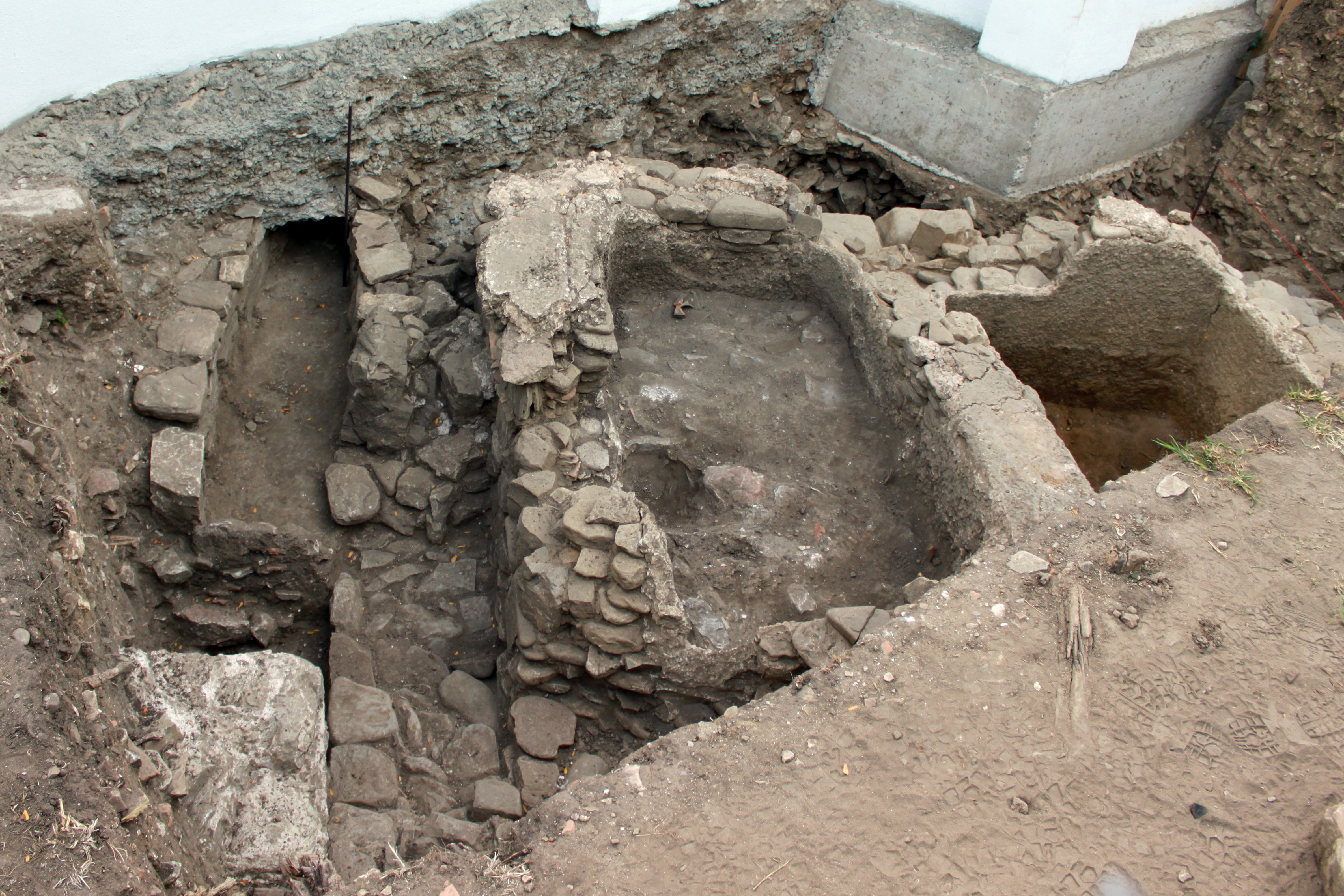
Piletas de salazón correspondientes al barrio industrial de Iulia Traducta.

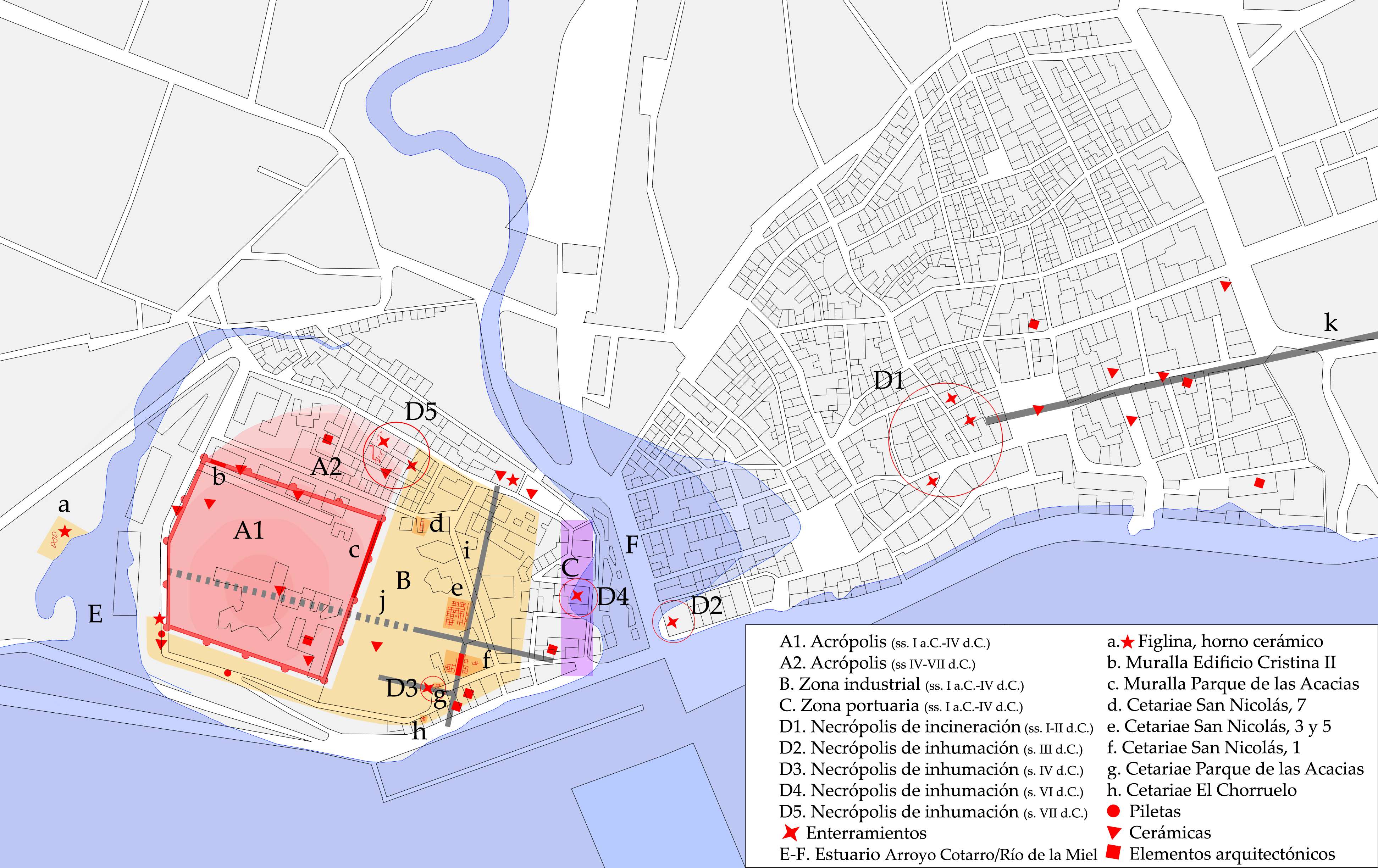
Principales yacimientos de la localidad y ubicación de la acrópolis.

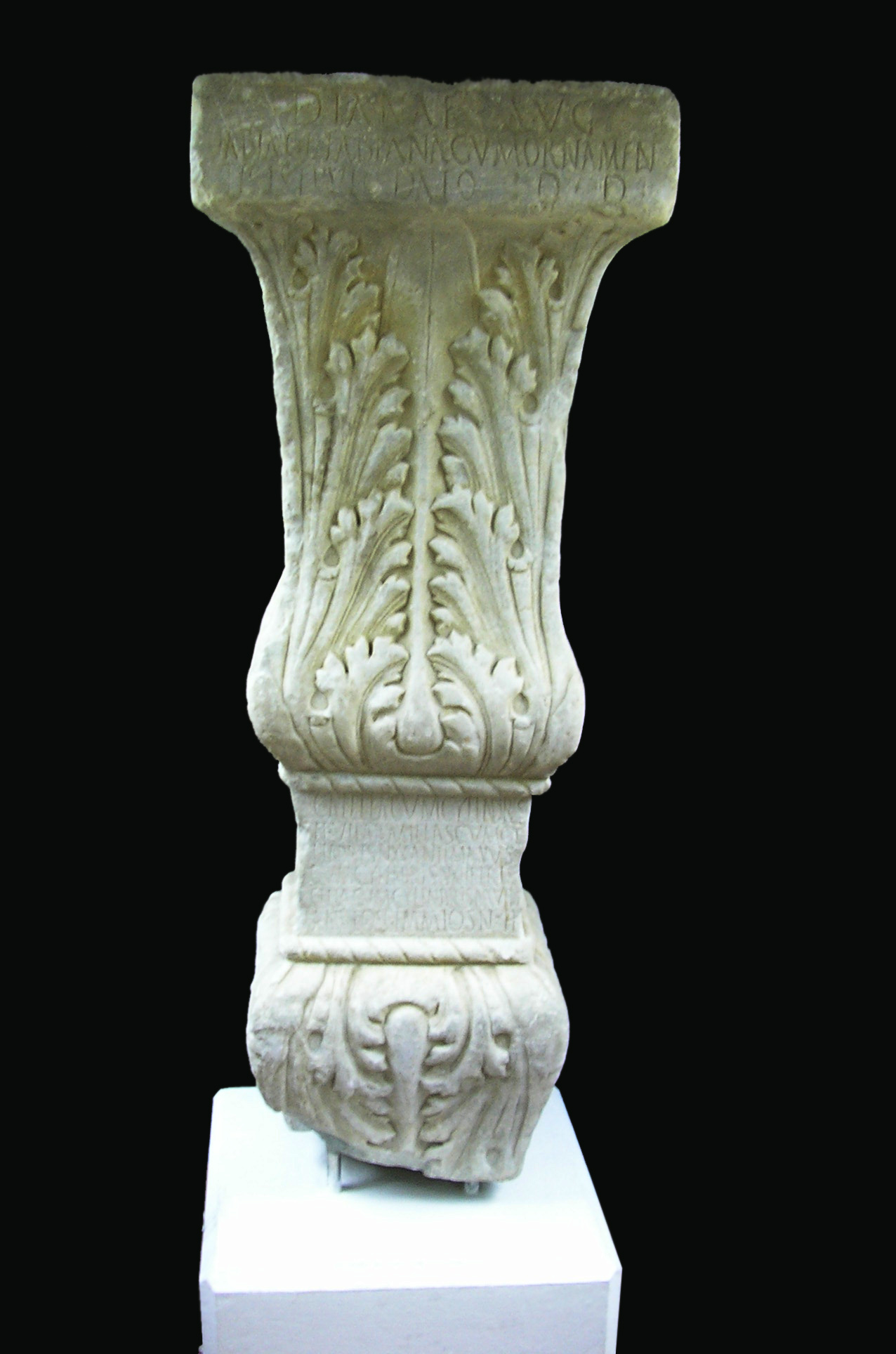
Pedestal dedicado a la Diosa Diana localizado en la actual Villa Nueva de Algeciras y datado en el.

La economía de la ciudad debió basarse en la pesca y en la elaboración de salazones como pone de manifiesto el complejo industrial situado en la calle San Nicolás de la Villa Vieja de Algeciras, similares a las de la ciudad de Baelo Claudia y Caetaria. Esta factoría de salazones se extendía por gran parte de la Villa Vieja, desde la citada calle San Nicolás hasta probablemente el sur de Hotel Reina Cristina; en la base de las torres medievales de la Villa Vieja se han localizado restos de piletas de salazón lo que confirmaría la extensión del complejo. Su cronología abarca desde el siglo I hasta probablemente finales de V o principios del VI.
Iulia Traducta poseía en el siglo I a. C. una ceca destacada que ha dejado abundantes monedas (dupondios, ases, semises y cuadrantes), muestra clara de la importante actividad pesquera e industrial que poseía,  emitidas entre los años 12 y 10 a. C. La creación de esta ceca debe entenderse como parte del sistema de propaganda imperial creado por Octavio mostrando el carácter divino del emperador. Las monedas acuñadas en la ciudad mostraban la efigie del emperador, la de sus hijos Cayo y Lucio y los atributos sacerdotales del princeps de Roma; también mostraban motivos relacionados con la economía de la ciudad como atunes y espigas.
Es posible que parte de la población se dedicara también a la fabricación de vino, de hecho se han encontrado gran cantidad de ánforas destinadas a este fin. La producción anfórica de la ciudad ha sido considerada como minoritaria en Iulia Traducta debido a la existencia de un complejo de fabricación de ánforas muy destacado en la vecina ciudad de Portus Albus, aunque a pesar de ello existieron alfares en Traducta a juzgar por algunos hallazgos cerca de la playa del Chorruelo junto a las factorías y en otros terrenos cercanos al sur de las factorías.
Estos hornos de fabricación de ánforas se han datado cronológicamente como del siglo I de nuestra era, es posible por ello que sustituyeran a los hornos localizados en Portus Albus abandonados en esa misma época. A partir de esos datos parece deducirse un aumento en la importancia económica de la ciudad en detrimento de la cercana Carteia cuya producción de ánforas dependía de las fabricadas en Portus Albus.
La extensión de Iulia Traducta es desconocida aunque se supone que ocupó la Villa Vieja de Algeciras, la zona que más material ha suministrado y se extendiera por la parte baja de la Villa Nueva en terrenos colindantes al río de la Miel cuyo estuario, hoy colmatado por depósitos aluviales servía de puerto para el desembarco de pesca.
En la Historia de los Francos Gregorio de Tours cuenta que Iulia Traducta fue el lugar donde embarcaron los vándalos en su paso de Hispania a África en el año 429. Con posterioridad a esa fecha las fuentes clásicas dejan de nombrar a Iulia Traducta que se supone abandonada cuando se produce el desembarco árabe en Hispania en el año 711, sin embargo en los últimos años se han localizado diferentes estructuras de época bizantina en la Villa Vieja entre ellas un cementerio datado en el siglo VI, también se han localizado restos de producciones anfóricas e incluso un cáliz bizantino cerca de la posterior mezquita musulmana. Con todo esto es posible afirmar que la ciudad no fue abandonada por completo en ningún momento y aunque cuando se produjo la invasión árabe la población residente debía ser escasa la ciudad era probablemente la más importante de la zona del estrecho de Gibraltar.